# Santa Croce sull'Arno
Santa Croce sull'Arno é uma comuna italiana da região da Toscana, província de Pisa, com cerca de 12.472 habitantes. Estende-se por uma área de 16 km², tendo uma densidade populacional de 780 hab/km². Faz fronteira com Castelfranco di Sotto, Fucecchio (FI), San Miniato. Às margens do Rio Arno, a cidade data de épocas longínquas, com especulações de habitantes antes mesmo do império romano. Uma importante via passa pela cidade, a FI LI PI, que liga as cidades de Florença, Livorno e Pisa.
A cidade abriga grande parte da indústria de couro da Itália. É famosa também pelos seus eventos de carnaval.

## Demografia
| Variação demográfica do município entre 1861 e 2011                               |
|                                                                                   |
| Fonte: Istituto Nazionale di Statistica (ISTAT) - Elaboração gráfica da Wikipedia |